# French Open 1989
Wielkoszlemowy turniej tenisowy French Open w 1989 rozegrano w dniach 29 maja - 11 czerwca, na kortach im. Rolanda Garrosa.

## Zwycięzcy

### Gra pojedyncza mężczyzn
Michael Chang (USA) - Stefan Edberg (SWE) 6-1, 3-6, 4-6, 6-4, 6-2

### Gra pojedyncza kobiet
Arantxa Sánchez Vicario (ESP) - Steffi Graf (RFN) 7-6, 3-6, 7-5

### Gra podwójna mężczyzn
Jim Grabb / Patrick McEnroe (USA) - Mansur Bahrami (IRI) / Éric Winogradsky (FRA) 6-4, 2-6, 6-4, 7-6

### Gra podwójna kobiet
Łarysa Neiland / Natalla Zwierawa (ZSRR) - Steffi Graf (RFN) / Gabriela Sabatini (ARG) 6-4, 6-4

### Gra mieszana
Manon Bollegraf / Tom Nijssen (HOL) - Horacio de la Peña (ARG) / Arantxa Sánchez Vicario (ESP) 6-3, 6-7, 6-2

### Rozgrywki juniorskie
- chłopcy:

Fabrice Santoro (FRA) - Jared Palmer (USA) 6-3, 3-6, 9-7 
- dziewczęta:

Jennifer Capriati (USA) - Eva Švíglerová (CSK) 6-4, 6-0